# Discografia di S10
La discografia di S10, cantautrice olandese, è costituita da quattro album in studio, tre EP e diciannove singoli, pubblicati tra il 2017 e il 2025.

## Album

### Album in studio
| Anno                                                                          | Titolo | Classifiche | Classifiche |
| Anno                                                                          | Titolo | BEL (FL)    | NDL         |
| ----------------------------------------------------------------------------- | --- | ----------- | ----------- |
| 2019                                                                          | Snowsniper - Pubblicato: 8 novembre 2019 - Etichetta: Noah's Ark - Formati: download digitale, streaming                                        | —           | 61          |
| 2020                                                                          | Vlinders - Pubblicato: 12 novembre 2020 - Etichetta: Noah's Ark - Formati: LP, download digitale, streaming                                     | —           | 5           |
| 2022                                                                          | Ik besta voor altijd zolang jij aan mij denkt - Pubblicato: 28 ottobre 2022 - Etichetta: Noah's Ark - Formati: LP, download digitale, streaming | 58          | 5           |
| 2025                                                                          | Mijn haren ruiken naar vuur - Pubblicato: 21 marzo 2025 - Etichetta: Noah's Ark - Formati: LP, CD, download digitale, streaming                 | 24          | 3           |
| "—" indica una pubblicazione non classificata o non pubblicata in quel Paese. | |             |             |

## Extended play
| Anno | Titolo |
| ---- | --- |
| 2017 | Antipsychotica - Pubblicato: 27 ottobre 2017 - Etichetta: Noah's Ark - Formati: download digitale, streaming |
| 2018 | Lithium - Pubblicato: 6 luglio 2018 - Etichetta: Noah's Ark - Formati: download digitale, streaming          |
| 2019 | Diamonds - Pubblicato: 14 marzo 2019 - Etichetta: Noah's Ark - Formati: download digitale, streaming         |

## Singoli

### Come artista principale
| Anno                                                                          | Titolo                                              | Classifiche | Classifiche | Classifiche | Classifiche | Classifiche | Classifiche | Certificazioni                | Album di provenienza                          |
| Anno                                                                          | Titolo                                              | BEL (FL)    | GRE         | ISL         | LTU         | NDL         | SWE         | Certificazioni                | Album di provenienza                          |
| ----------------------------------------------------------------------------- | --------------------------------------------------- | ----------- | ----------- | ----------- | ----------- | ----------- | ----------- | ----------------------------- | --------------------------------------------- |
| 2017                                                                          | Gucci Veter                                         | —           | —           | —           | —           | —           | —           |                               | /                                             |
| 2018                                                                          | Storm                                               | —           | —           | —           | —           | —           | —           |                               | /                                             |
| 2018                                                                          | Hoop (feat. Jayh)                                   | —           | —           | —           | —           | —           | —           |                               | /                                             |
| 2019                                                                          | Ik heb jouw back                                    | —           | —           | —           | —           | —           | —           |                               | Diamonds                                      |
| 2019                                                                          | Laat mij niet gaan                                  | —           | —           | —           | —           | —           | —           |                               | Snowsniper                                    |
| 2019                                                                          | Alleen                                              | —           | —           | —           | —           | —           | —           |                               | Snowsniper                                    |
| 2019                                                                          | Synargis chaonia: ogen wennen altijd aan het donker | —           | —           | —           | —           | —           | —           |                               | /                                             |
| 2020                                                                          | Maria                                               | —           | —           | —           | —           | —           | —           |                               | Vlinders                                      |
| 2020                                                                          | Achter ramen (feat. Zwangere Guy)                   | —           | —           | —           | —           | —           | —           |                               | Vlinders                                      |
| 2021                                                                          | Adem je in                                          | —           | —           | —           | —           | —           | —           |                               | Ik besta voor altijd zolang jij aan mij denkt |
| 2021                                                                          | Adem je in (Remix) (feat. Frenna e Kevin)           | —           | —           | —           | —           | 3           | —           | - NDL: Platino                | /                                             |
| 2022                                                                          | De diepte                                           | 4           | 60          | 9           | 8           | 1           | 44          | - BEL: Platino - NDL: Platino | Ik besta voor altijd zolang jij aan mij denkt |
| 2022                                                                          | Laat me los (feat. BLØF)                            | —           | —           | —           | —           | 60          | —           |                               | Ik besta voor altijd zolang jij aan mij denkt |
| 2022                                                                          | Nooit meer spijt (feat. Froukje)                    | —           | —           | —           | —           | 34          | —           | - NDL: Oro                    | Ik besta voor altijd zolang jij aan mij denkt |
| 2023                                                                          | Mis                                                 | —           | —           | —           | —           | —           | —           |                               | /                                             |
| 2024                                                                          | Mijn haren ruiken naar vuur                         | —           | —           | —           | —           | —           | —           |                               | Mijn haren ruiken naar vuur                   |
| 2025                                                                          | Have Fun                                            | —           | —           | —           | —           | —           | —           |                               | Mijn haren ruiken naar vuur                   |
| 2025                                                                          | Weer verliefd                                       | —           | —           | —           | —           | —           | —           |                               | Mijn haren ruiken naar vuur                   |
| 2025                                                                          | Joanne                                              | —           | —           | —           | —           | —           | —           |                               | Mijn haren ruiken naar vuur                   |
| "—" indica una pubblicazione non classificata o non pubblicata in quel Paese. |                                                     |             |             |             |             |             |             |                               |                                               |

### Come artista ospite
| Anno                                                                          | Titolo                                   | Classifiche | Classifiche | Certificazioni | Album di provenienza |
| Anno                                                                          | Titolo                                   | BEL (FL)    | NDL         | Certificazioni | Album di provenienza |
| ----------------------------------------------------------------------------- | ---------------------------------------- | ----------- | ----------- | -------------- | -------------------- |
| 2019                                                                          | Vooruitzicht (Lijpe feat. S10)           | —           | 49          |                | Fastlife             |
| 2020                                                                          | Love = Drugs (Ares feat. S10)            | —           | —           |                | /                    |
| 2021                                                                          | Onderweg (Bazart feat. S10)              | 13          | —           |                | /                    |
| 2021                                                                          | Schaduw (KA feat. S10)                   | —           | 19          | - NDL: Oro     | Recklezz             |
| 2022                                                                          | De leven (Joep Beving feat. S10)         | —           | —           |                | /                    |
| 2022                                                                          | Zonder gezicht (Froukje feat. S10)       | —           | 37          |                | Uitzinnig            |
| 2023                                                                          | De leven (Kevin feat. S10)               | —           | 1           | - NDL: Oro     | Wonderland           |
| 2024                                                                          | Ik haat hem voor jou (Froukje feat. S10) | 50          | 5           |                | /                    |
| 2025                                                                          | Hart in brand (Froukje feat. S10)        | 39          | 7           |                | /                    |
| "—" indica una pubblicazione non classificata o non pubblicata in quel Paese. |                                          |             |             |                |                      |

## Altri brani entrati in classifica

### Come artista principale
| Anno | Titolo                       | Classifiche | Album di provenienza                          |
| Anno | Titolo                       | NDL         | Album di provenienza                          |
| ---- | ---------------------------- | ----------- | --------------------------------------------- |
| 2022 | De ergste dag (feat. Mula B) | 42          | Ik besta voor altijd zolang jij aan mij denkt |

### Come artista ospite
| Anno | Titolo                                   | Classifiche | Album di provenienza |
| Anno | Titolo                                   | NDL         | Album di provenienza |
| ---- | ---------------------------------------- | ----------- | -------------------- |
| 2025 | Flemming (Ronnie Flex feat. S10 e Illie) | 34          | SDL 0.5              |

## Collaborazioni
- 2018 – Kraantje Pappie feat. S10 – Codes (da Daddy)
- 2020 – S10 feat. Kevin e Hef – Bag (da Mocro Maffia II)
- 2020 – Sticks feat. S10 e Winne – Ontastbaar (da Stickmatic)
- 2020 – Winne feat. S10 e Roets – Alles waard (da So so lobi 2)
- 2022 – Sor feat. S10 e Jiggy Djé – Voor mij (da Bae Doven No. 3)
- 2022 – Sim—OJ feat. S10 – Denk aan mij (da Apocalyps - EP)
- 2023 – Wende feat. S10 – Sterrenlopen (da Sterrenlopen)

## Video musicali
| Anno | Titolo                                    | Regista             |
| ---- | ----------------------------------------- | ------------------- |
| 2018 | Topsport / Moskou                         | Shannon Kanhai      |
| 2018 | Storm                                     | Teddy Cherim        |
| 2018 | Hoop (feat. Jayh)                         | Zara Dwinger        |
| 2019 | Diamonds                                  | Willemskantine      |
| 2019 | Laat mij niet gaan                        | Raoel Hulst         |
| 2019 | Alleen                                    | Johan Verhoeven     |
| 2019 | Wat is real (feat. Yung Nnelg)            | Johan Verhoeven     |
| 2020 | Ogen wennen altijd aan het donker         | Milan van Dril      |
| 2020 | Maria                                     | Yousef Gnaoui       |
| 2020 | Achter ramen (feat. Zwangere Guy)         | Heleen Declercq     |
| 2020 | Wat ze willen (feat.Gian)                 | Camille Boumans     |
| 2020 | Handen van mijn moeder                    | Luka Boerrigter     |
| 2021 | Adem je in                                | Sharif Abd El Malwa |
| 2021 | Adem je in (Remix) (feat. Frenna e Kevin) | Milan van Dril      |
| 2022 | De diepte                                 | Cas Mulder          |
| 2022 | Laat me los (feat. BLØF)                  | Elias Brugs         |
| 2022 | Nooit meer spijt (feat. Froukje)          | Simon Becks         |
| 2025 | Have Fun                                  | Simon Becks         |